# Charles Rockwell
Charles J. Rockwell (Uhrichsville (Ohio), januari 1869 – ?) was een Amerikaans componist.
Van deze componist is niet veel bekend met de uitzondering, dat hij veel lichte muziek gecomponeerd heeft. Hij schreef werken voor harmonieorkest, koren en pianomuziek.

## Composities

### Werken voor harmonieorkest
- 1895 Magnolia Bloom Mazurka
- 1895 My Ideal, polka
- 1895 Our Standard, voor bariton en harmonieorkest
- 1895 Overture Defiance
- 1896 Gavotte Ladye Love
- 1896 Idle Dreams Waltz
- 1896 Overture Royal Purple
- 1896 The Dream of Love, Schottische
- 1897 Dashing Cavalry March,  op. 159
- 1898 Our Admirals, mars
- 1899 Our Naval Reserve, mars
- 1900 A Rag-Time Frolic, March or Cake-Walk
- 1900 Only You Waltz
- 1900 Summer Dreams Waltz

- 1901 Across the Pacific, mars
- 1901 Ninth U.S. Infantry March
- 1901 Ramona Waltz
- 1902 Fires of Glory, ouverture
- 1902 Old Gold
- 1902 Puritan March
- 1903 Post of Danger, March
- 1908 Amaryllis Waltzes
- 1909 Guard of Honor
- 1909 King of Diamonds
- 1909 Valmond
- 1910 Triumphal
- 1911 Cloud Light Serenade
- 1911 Imperial Overture

- 1913 Great Comet
- 1913 Kenilworth
- 1916 Overture Militaire
- 1916 The Citadel
- 8th Regiment
- Alcantara, mars
- Dashing Brigadier, mars
- From Sea to Sea, mars
- Queen of the Night
- Snow Ball Club, mars
- Solitary Knight, mars
- The Pathfinder, mars
- Wyandotte, mars
- Zeus

### Vocale muziek
- 1891 Serenade, voor twee tenoren, twee bassen en piano - tekst: Henry W. Longfellow

### Werken voor piano
- 1897 In Old Kentucky, Schottische
- 1897 In the Garden, Polka
- 1898 Dance Alabama
- 1898 Georgia Jubilee ..., Schottische
- 1898 Little Picaninnies ..., Schottische
- 1898 The Monarch of the Waves, Gavotte, op. 188
- 1898 The Shepherd's Dream
- 1899 Aunt Jemima's Cake Walk
- 1900 Lovely Maiden Gavotte
- 1900 The Pearl of the Orient, Waltzes
- 1900 The Stolen Kiss, Gavotte
- 1903 The Talisman Two-step-march
- 1912 Flight of the Swallows, Valse Caprice
- Tootsie Wootsie Ragtime Two-Step